# Islandski lišaj
Islandski lišaj (znanstveno ime Cetraria islandica) je steljčnica iz družine parmelijevk.

## Opis
Islandski lišaj raste na visoko ležečih področjih, najpogosteje na gozdni meji in nad njo, kjer lahko prekriva velike strnjene površine. Lišaj požene do 10 cm dolge, razvejene in nakodrane steljke, ki ob pomanjkanju padavin otrdijo. Steljke se razvejajo na več ukrivljenih in nazobčanih krp, ki so po zgornji strani zelenkaste, sivo olivne, rjavkasto zelene ali zelenkasto sive barve, na spodnji strani pa so belo lisaste. Po vršičkih so raztresene posebne bradavičaste tvorbe rdečkaste barve. V dnišču je lišaj pogosto rdečkaste barve, odmrle rastline pa postanejo temno rjave. Zraste do 12 centimetrov visoko.

## Razširjenost in uporabnost
Islandski lišaj raste na zakisani podlagi, zaradi česar izjemno dobro uspeva na kislih magmatskih pobočjih zahodne in severne Islandije, po kateri je dobil tudi ime. Velika nahajališča islandskega lišaja so še v severnem Walesu, severni Angliji, Škotski ter jugozahodni Irski. V Severni Ameriki je razširjen po celem arktičnem področju od Aljaske do Nove Fundlandije. Na jugu je razširjen do Skalnega gorovja, Kolorada in Apalačev.
V Sloveniji so večja najdišča islandskega lišaja na Pohorju in grebenu Karavank.
Islandski lišaj se v tradicionalni medicini uporablja za zdravljenje boleznih dihal. Zaradi cerarina je učinkovit tudi pri želodčnih boleznih, črevesnih težavah, driskah in tudi zaprtju. Istočasno spodbuja delovanje žolčnika in jeter. Pomaga tudi pri napadih migrene saj preprečuje slabost in bruhanje.
Iz posušenega islandskega lišaja, ki se ga nabira od pomladi do jeseni se pripravlja čaj, sirup ali tinktura. 
V lišaju so polisaharidi, lihenin, liheninska kislina, cetrarin grenčina, minerali in vitamini.